# Santa Beatriz (Lima)
Santa Beatriz es el nombre de una urbanización del distrito de Lima, en la ciudad homónima, capital del Perú. Es la zona más austral del distrito. Limita al norte, con el centro histórico de Lima; al este, con el distrito de La Victoria; al sur, con el distrito de Lince; y al oeste, con el distrito de Jesús María. 
Varias partes de la urbanización Santa Beatriz tienen condición de Patrimonio Cultural de la Nación.

## Historia

### Antecedentes
Ubicada en el valle de Huatica, al producirse la conquista española Francisco Pizarro adjudicó esta hacienda a Diego de Agüero. A la muerte del hijo de este, Diego de Agüero y Garay, la propiedad agrícola fue adquirida por el noviciado de la Compañía de Jesús, en 1629. Luego de la expulsión de los jesuitas, en 1771 el gobierno vendió la propiedad a Manuel de la Torre y Quiroz, quien, junto a su esposa Águeda Josefa de Tagle, fundó un mayorazgo sobre la hacienda. De acuerdo a la ley de desvinculación de mayorazgos, el fundo pasó a Josefa de Tagle, IV marquesa de Torre Tagle, a quien el Estado le expropió la hacienda en 1870 para la construcción de una escuela de agronomía.

### Inicios
De carácter eminentemente residencial, fue la primera urbanización creada fuera de los linderos del antiguo centro histórico de Lima. Su fundación realiza durante el gobierno del presidente Augusto B. Leguía. El nombre proviene del antiguo Hipódromo de Santa Beatriz (hoy Campo de Marte), que fue el más antiguo del Perú y funcionó hasta mediados de los años 1930 en que fue sustituido por el Hipódromo de San Felipe. En dicho hipódromo, se reunieron también miembros de la colonia británica para practicar golf previo a la fundación del Lima Golf Club y funcionó también la primera pista de aterrizaje del Perú, previa a la construcción del Aeropuerto Internacional de Limatambo.

## Descripción
El corte urbanizacional se planificó de acuerdo a las características norteamericanas (muy acorde con la época de Leguía), con avenidas troncales (Arenales, Arequipa y Petit Thouars), casonas de dos plantas, cocheras para automóviles y de amplios jardines a semejanza de los palacetes. Su urbanización a principios de los años treinta, rompió todos los esquemas residenciales de Lima, donde las familias adineradas empezaron a dejar el Centro de Lima para mudarse allende los límites del Paseo Colón y también por el acceso directo a los balnearios de Miraflores.
La arquitectura de las casas aledañas a la avenidas Arequipa y Arenales, es que tenían un corte europeo y en la zona de la avenida Petit Thouars aledaña a los barrios de Lince (antigua hacienda Lobatón) tenían un estilo art déco.
Aunque la urbanización actual corresponde al distrito de Lima, existen urbanizaciones homónimas (urbanización Santa Beatriz) colindantes a los límites de la actual urbanización Santa Beatriz (distritos de Jesús María y Lince), que corresponden al terreno que abarcó el antiguo Fundo Santa Beatriz, en esta zona corresponde ubicar al Campo de Marte, la antigua Escuela de Agricultura, Club Lawn Tennis, el Museo de Historia Natural, el Seguro Social y el Hospital del Empleado.

## Edificios y sedes importantes

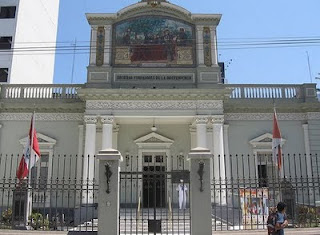
Sede de la Benemérita Sociedad Fundadores de la Independencia, en la avenida Arequipa.

La urbanización Santa Beatriz concentra tres de las principales arterias de la ciudad de Lima: las avenidas Arequipa, Petit Thouars y Arenales, y acoge en su extensión diversos edificios públicos y centros culturales como por ejemplo:
- Estadio Nacional del Perú
- Museo de Arte de Lima (MALI)
- Benemérita Sociedad Fundadores de la Independencia
- Iglesia de Santa Teresita del Niño Jesús
- Instituto Italiano de Cultura (hasta 1997 funcionó el Colegio Raimondi)
- Centro Cultural de España
- Radio Nacional
- Teatro Luigi Pirandello
- Parque de la Exposición
- Parque Hernán Velarde
- Parque de la Reserva, que alberga al Circuito Mágico del Agua

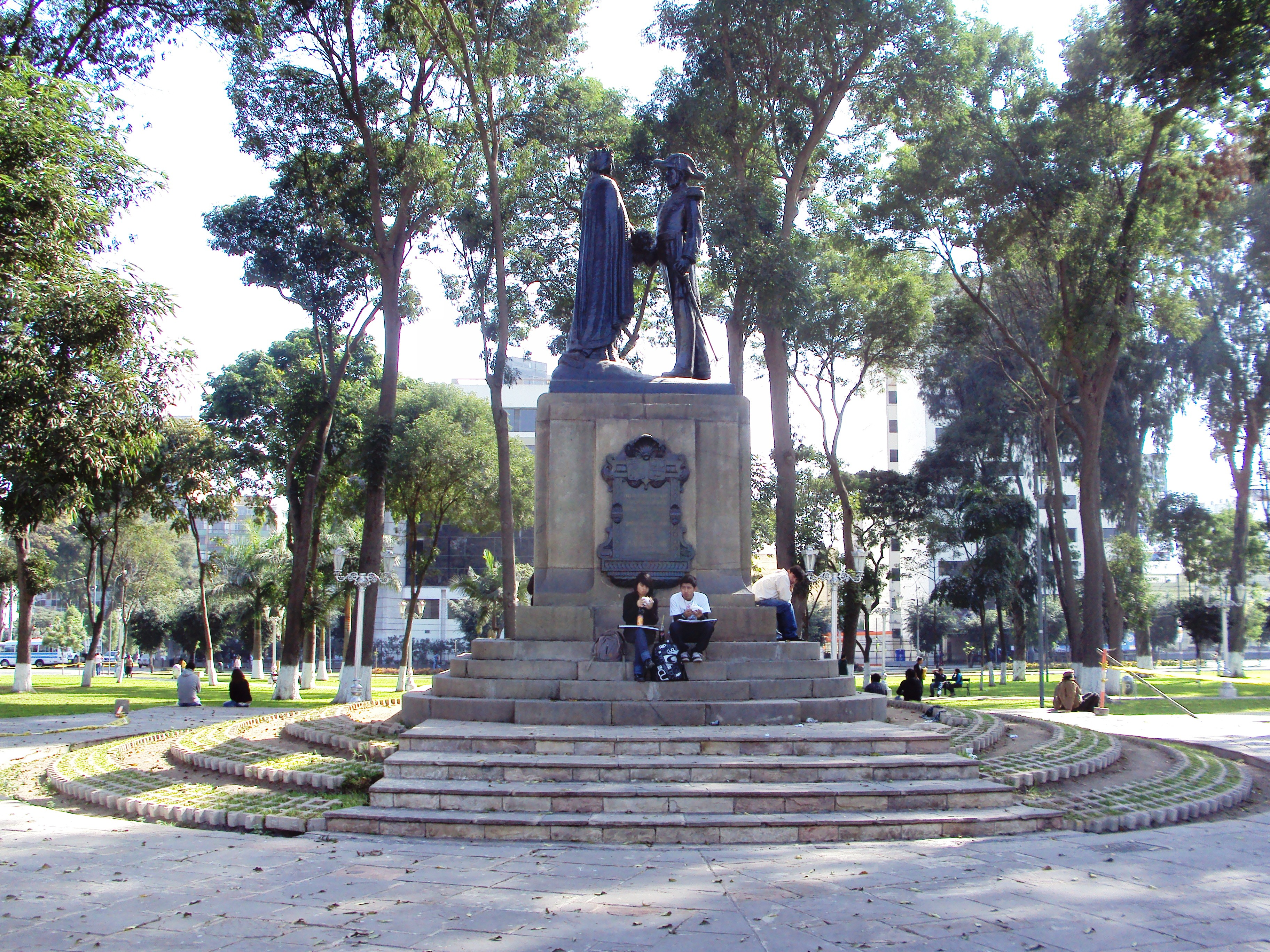
Monumento Agradecimiento de la Patria al almirante Du Petit Thouars.

Además alberga instituciones diplomáticas y militares como la Embajada de Argentina, la Embajada de Venezuela, la residencia del embajador de Estados Unidos, la Sede del Comando Conjunto de las Fuerzas Armadas y el Fuero Militar Policial.
Uno de los edificios más sobresalientes es el Castillo Rospigliosi, mandado construir, en 1929, por Carlos Julio-Rospigliosi, con motivo de la visita del rey Alfonso XIII de España. Desde 1949, es sede de la Academia de Guerra Aérea, como propiedad del Estado. 
También, acoge las sedes de las televisoras más longevas del país, América Televisión, Panamericana Televisión y TV Perú.

## Instituciones educativas
Santa Beatriz alberga instituciones educativas como las universidades Norbert Wiener, Inca Garcilaso de la Vega y la Tecnológica del Perú, la Escuela Nacional de Estadística e Informática (ENEI), los colegios privados San Andrés (ex-Anglo Peruano), Dante Alighieri (ex-Antonio Raimondi), Trilce, Saco Oliveros, y las academias Pamer y Trilce.

## Autoridades
Santa Beatriz, al ser parte del distrito de Lima, es administrada por la Municipalidad de Lima.
- Alcalde (2023 - 2026):
  - Rafael Bernardo López-Aliaga Cazorla, de Renovación Popular, alcalde de Lima.

### Comisarías de Santa Beatriz
- Comisaría PNP Petit Thouars

## Galería

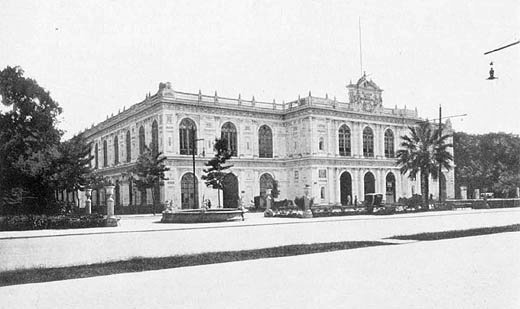
Palacio de la Exposición.
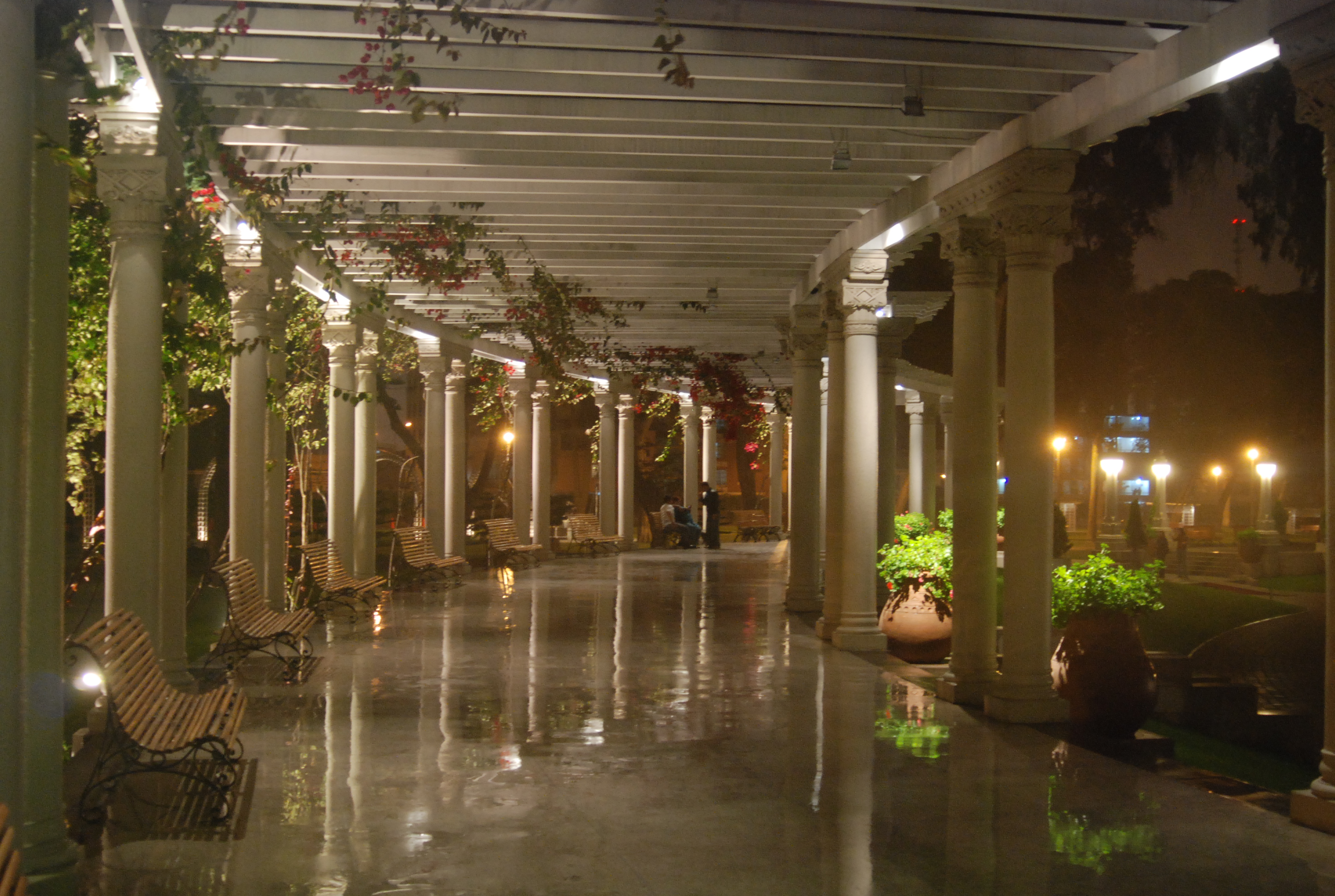
Pabellón en el Circuito Mágico del Agua.
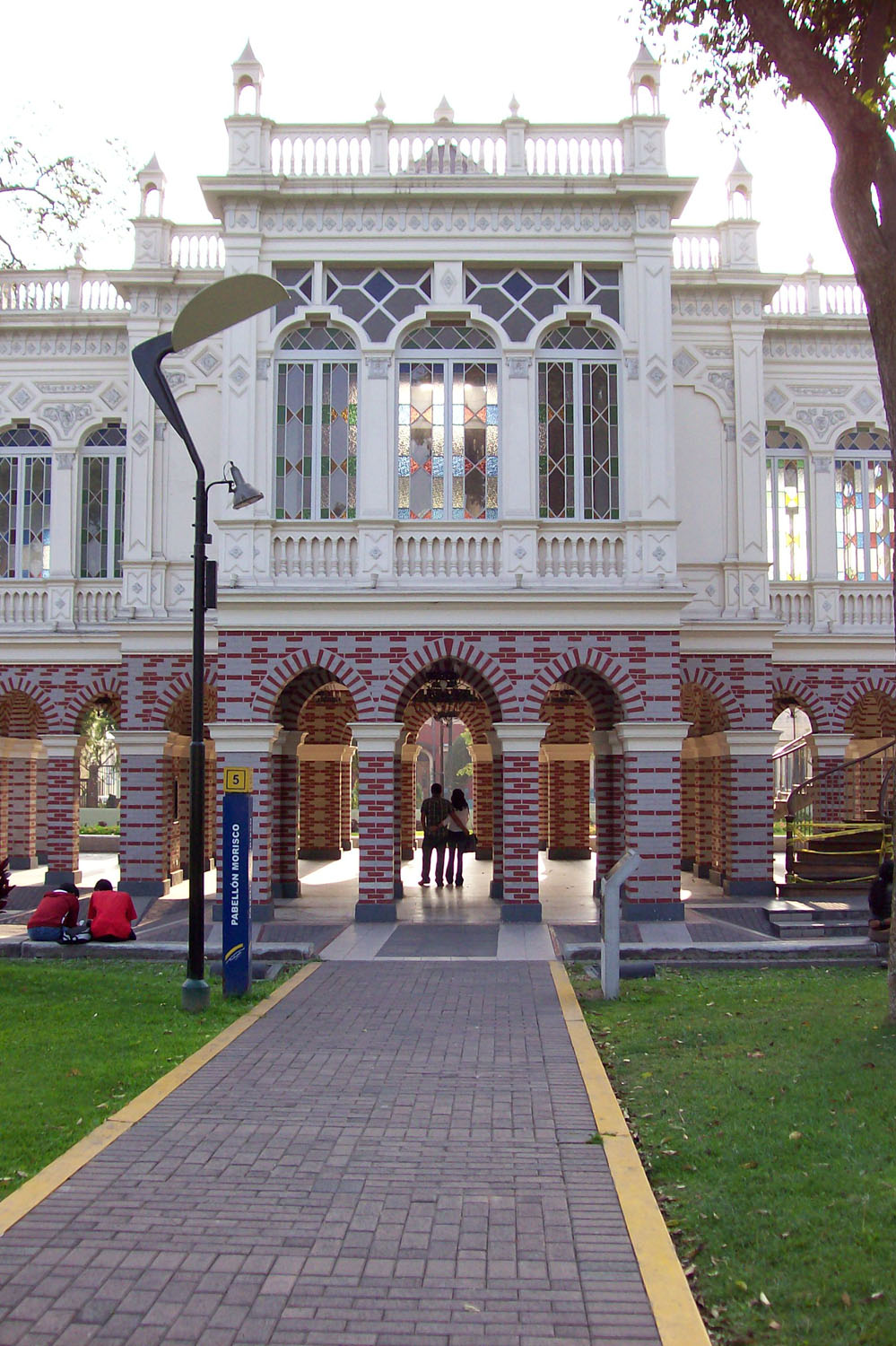
Pabellón morisco.
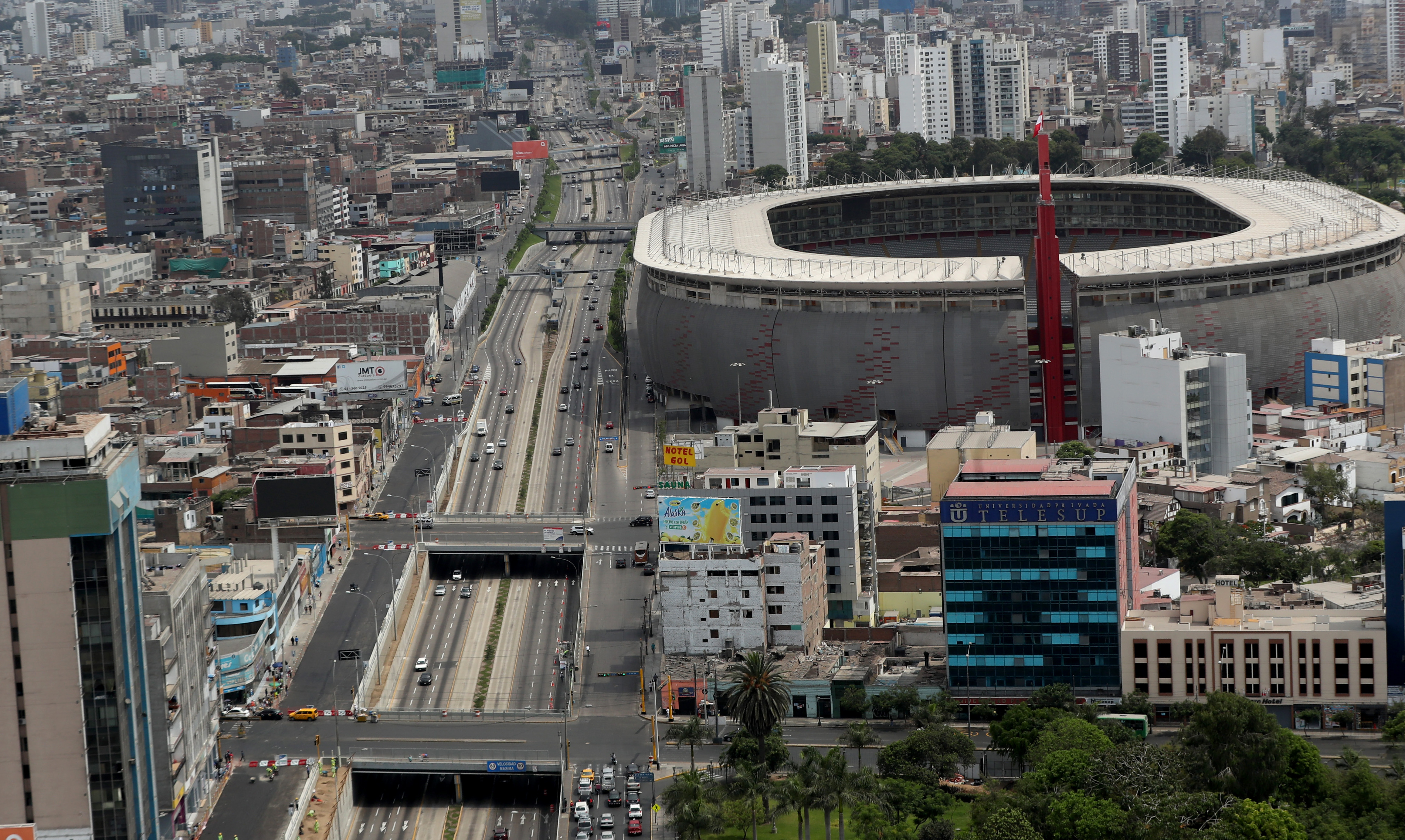
Vista aérea del Estadio Nacional del Perú.
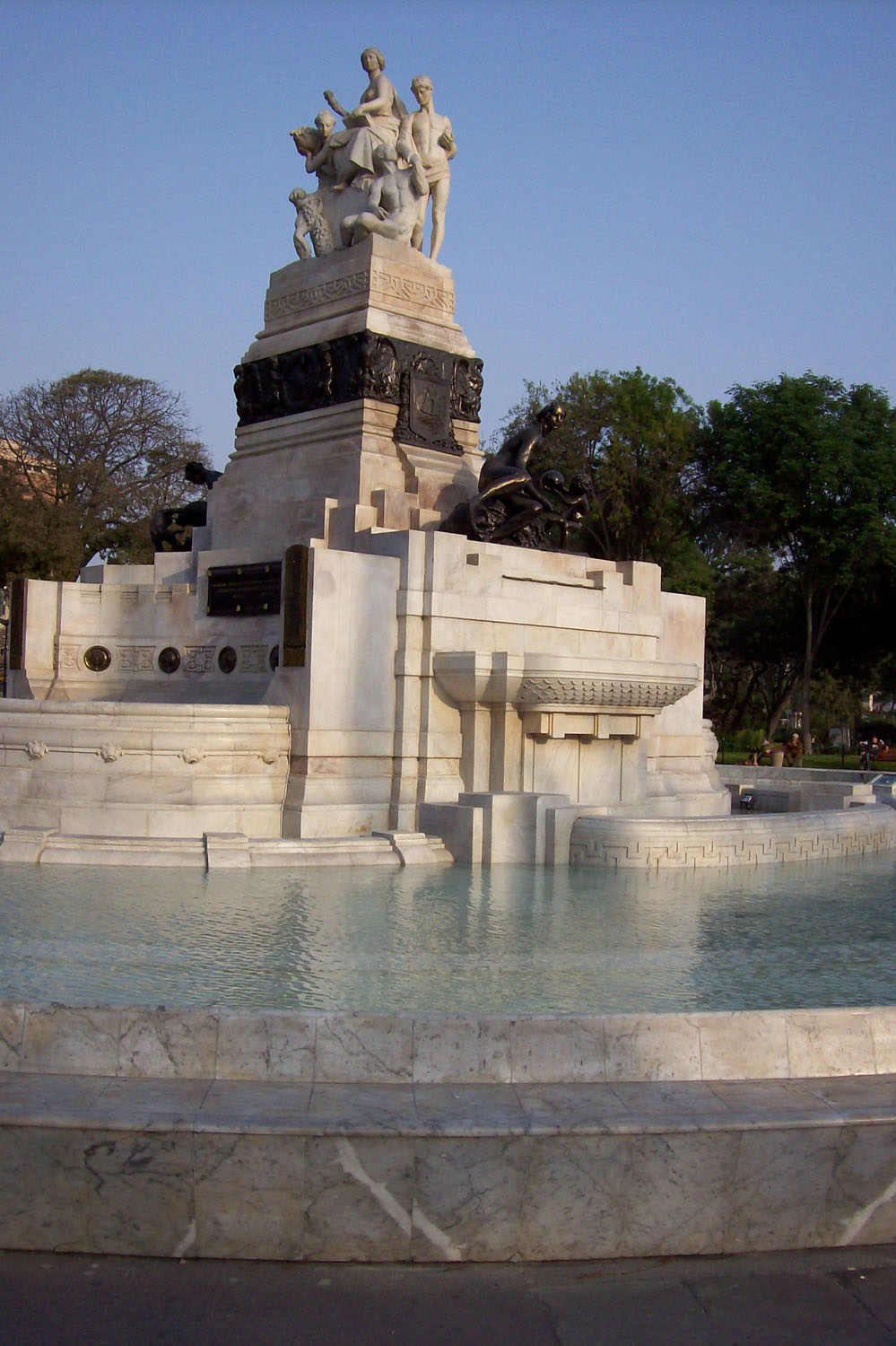
La Fuente China.
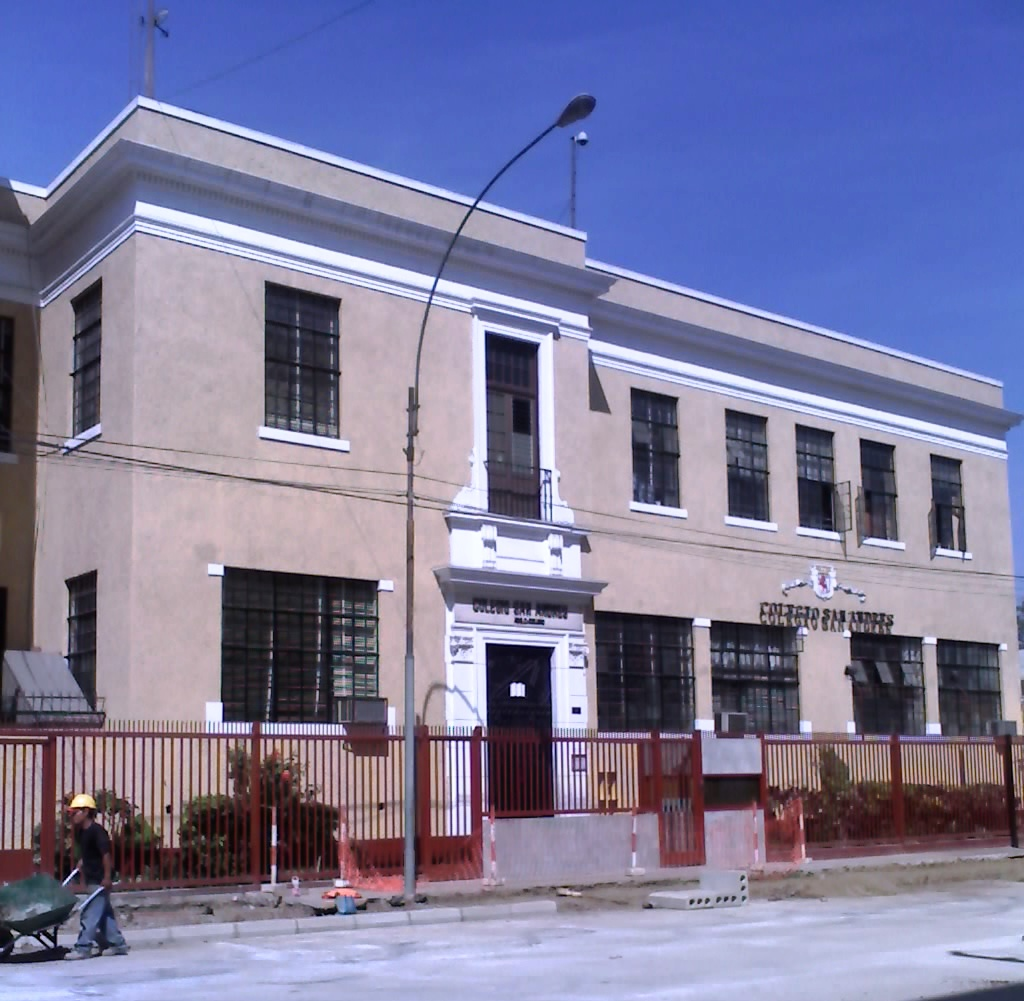
Colegio San Andrés.
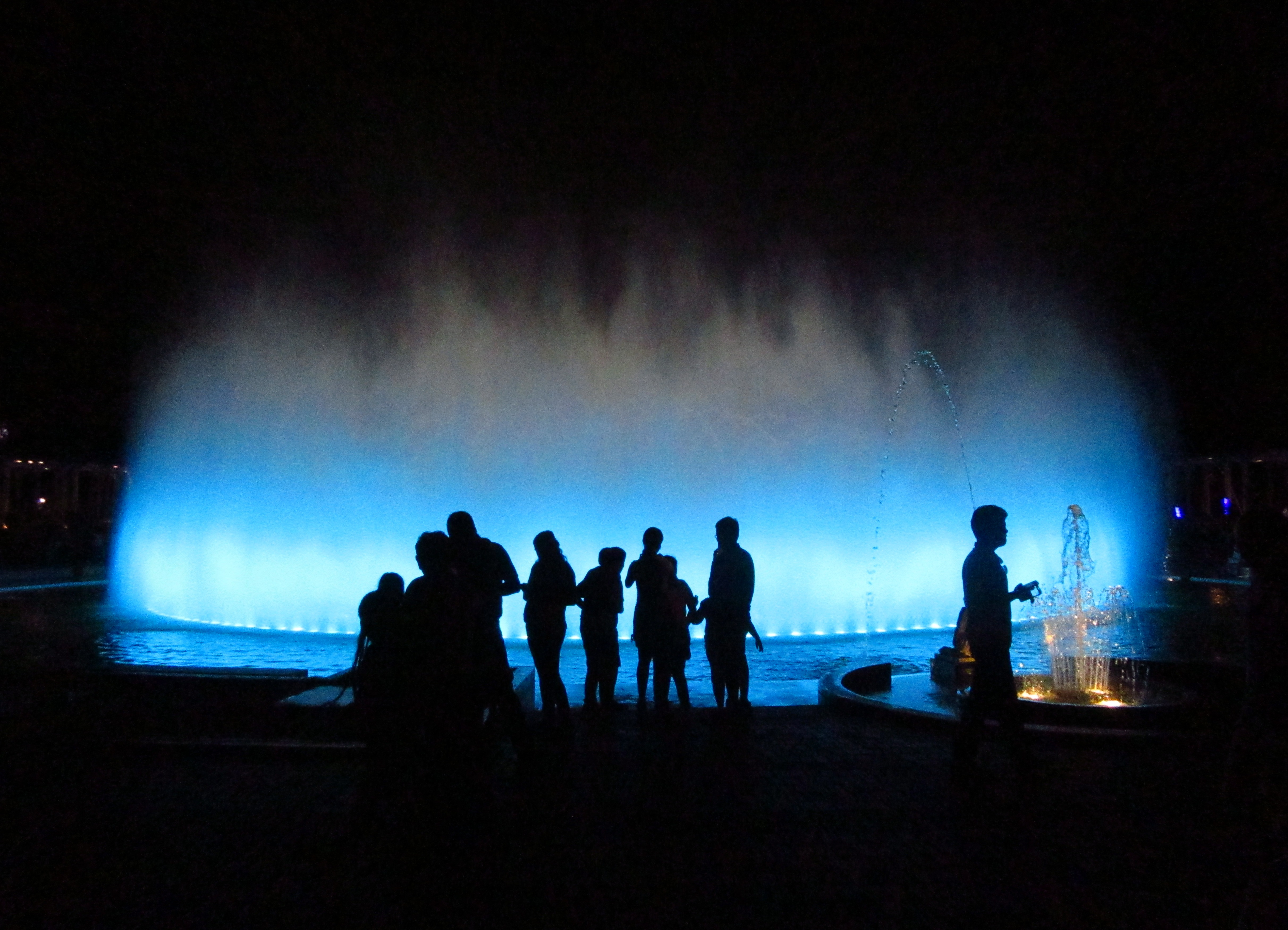
Fuente del Circuito Mágico del Agua.
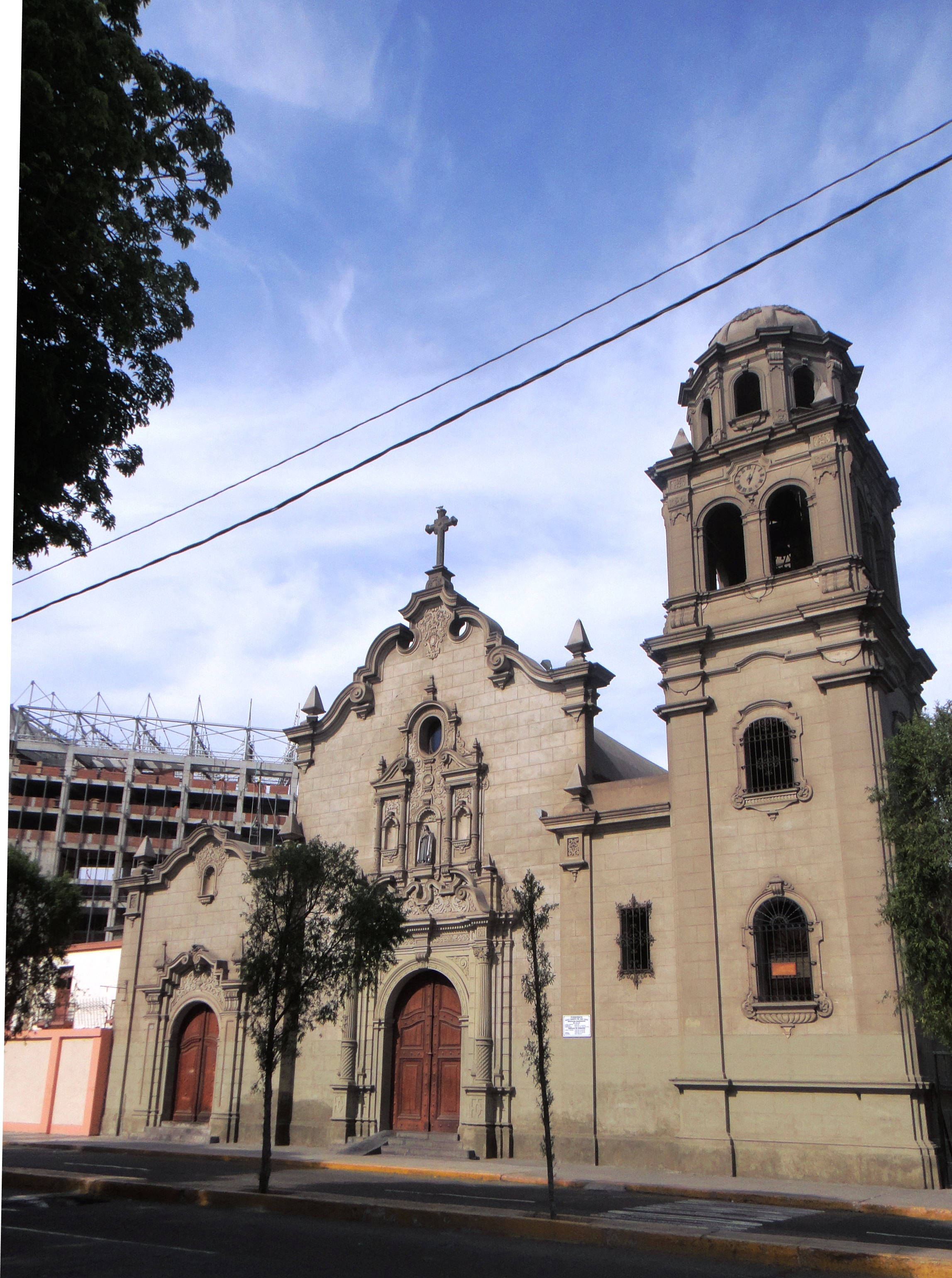
Iglesia de Santa Teresita.